# Talara leucophaea
Talara leucophaea là một loài bướm đêm thuộc phân họ Arctiinae, họ Erebidae.